# Teruya Ishida
Teruya Ishida –en japonés, 石田 輝也, Ishida Teruya– (25 de mayo de 1968) es un deportista japonés que compitió en judo. Ganó dos medallas en el Campeonato Asiático de Judo en los años 1988 y 1997.

## Palmarés internacional
| Campeonato Asiático | Campeonato Asiático | Campeonato Asiático | Campeonato Asiático |
| Año                 | Lugar               | Medalla             | Categoría           |
| ------------------- | ------------------- | ------------------- | ------------------- |
| 1988                | Damasco (Siria)     | Medalla de oro      | –86 kg              |
| 1997                | Manila (Filipinas)  | Medalla de bronce   | –95 kg              |